# Powell-tó
A Powell-tó (angolul Lake Powell) egy a Colorado folyó felduzzasztásával kialakított mesterséges tó Arizona és Utah államok határán. A tóra épült rekreációs lehetőségek és a környék nemzeti parkjai és látványosságai jelentős tömegeket irányítanak erre az amúgy kihalt, sivatagos területre.

## Elhelyezkedése és története
A Powell-tó a Colorado folyó Glen Canyon szakaszán, Page városka határában megépített Glen Canyon Gátnak köszönheti létrejöttét. A 216 m mély Glen Canyon 1963-as eltorlaszolásával megkezdődött a tó feltöltése, de a tó teljes feltöltése 17 évig tartott, mely során 30 km³ víz került a 300 km hosszú, 658 km² területű, és átlagosan 40 m mély tóba.
A gát építését és a tó feltöltését végig kísérték a zöld szervezetek tiltakozásai, az óriási, vízzel borított területen nem ismeretes, hogy hány természeti csoda lett emberöltőkre eltakarva a szemek elől.
A gát vízerőműve 1300 MW kapacitású, ezzel megközelíti a Paksi Atomerőmű kapacitását, de a Colorado folyó utóbbi években produkált alacsony vízhozamai miatt (globális felmelegedés) messze a névleges teljesítménye alatt működik.

## Látnivalók és szórakozási lehetőségek
A tó nyugodt vízfelülete, az állandóan jó időjárás és a nagy átlagos vízmélység lehetővé teszi, hogy akár vízi járművekben gyakorlatlan emberek is saját maguk fedezzék fel a tavat és annak 3000 km-nyi partját. A Wahweap marinában egyszerű autós jogosítvány birtokában is bérelhetünk motorcsónakot, de lehetőség van akár ún. house boat (busz nagyságú lakóhajó) bérlésére is.

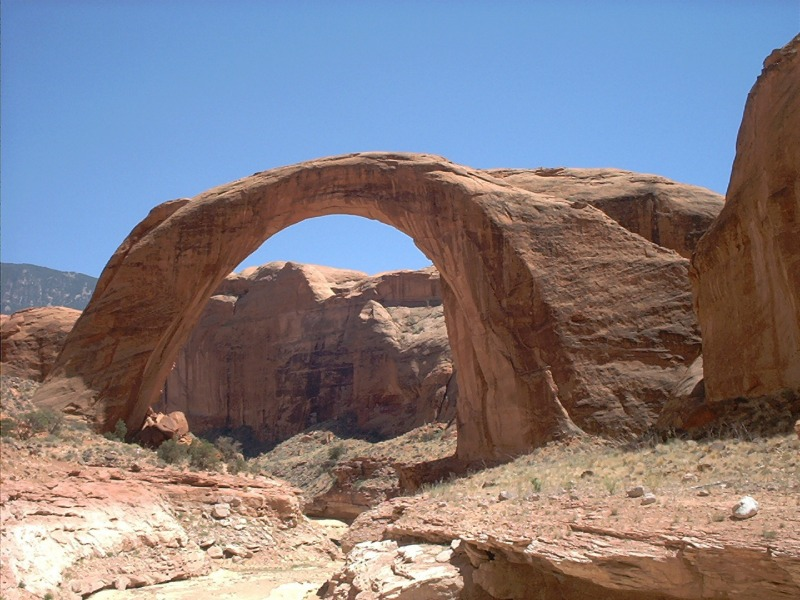
Rainbow Bridge

A szokásos vízi sportokon (jet-ski, vízisí) túl hajóval felfedezhetjük az elárasztott Glen Canyon szűk mellékágait, strandolhatunk a kialakult homokpadokon, és felfedezhetjük a sok-sok természetes látnivalót a tó mentén. Ezek közül a legismertebb a Rainbow Bridge (magyarul Szivárvány-híd), ami a világ legnagyobb természetes sziklaíve a maga 88 méteres magasságával és lábainak 84 méteres távolságával. A sziklaívet a Wahweap Marinából napi hajótúrákkal is meglátogathatjuk. Érdekesség, hogy a sziklaív 2000 környékéig még hajóról is megtekinthető volt (motorcsónakok az ív alá hajózhattak) addig ma már 1-2 km-es sétával lehet csak megközelíteni a legközelebbi kikötőtől. A Colorado csökkenő vízhozama miatt ugyanis folyamatosan csökkenteni kellett a Powell-tó vízszintjét, így az ma 20-30 méterrel (évszakfüggő) alacsonyabban van a maximális vízszinthez képest.

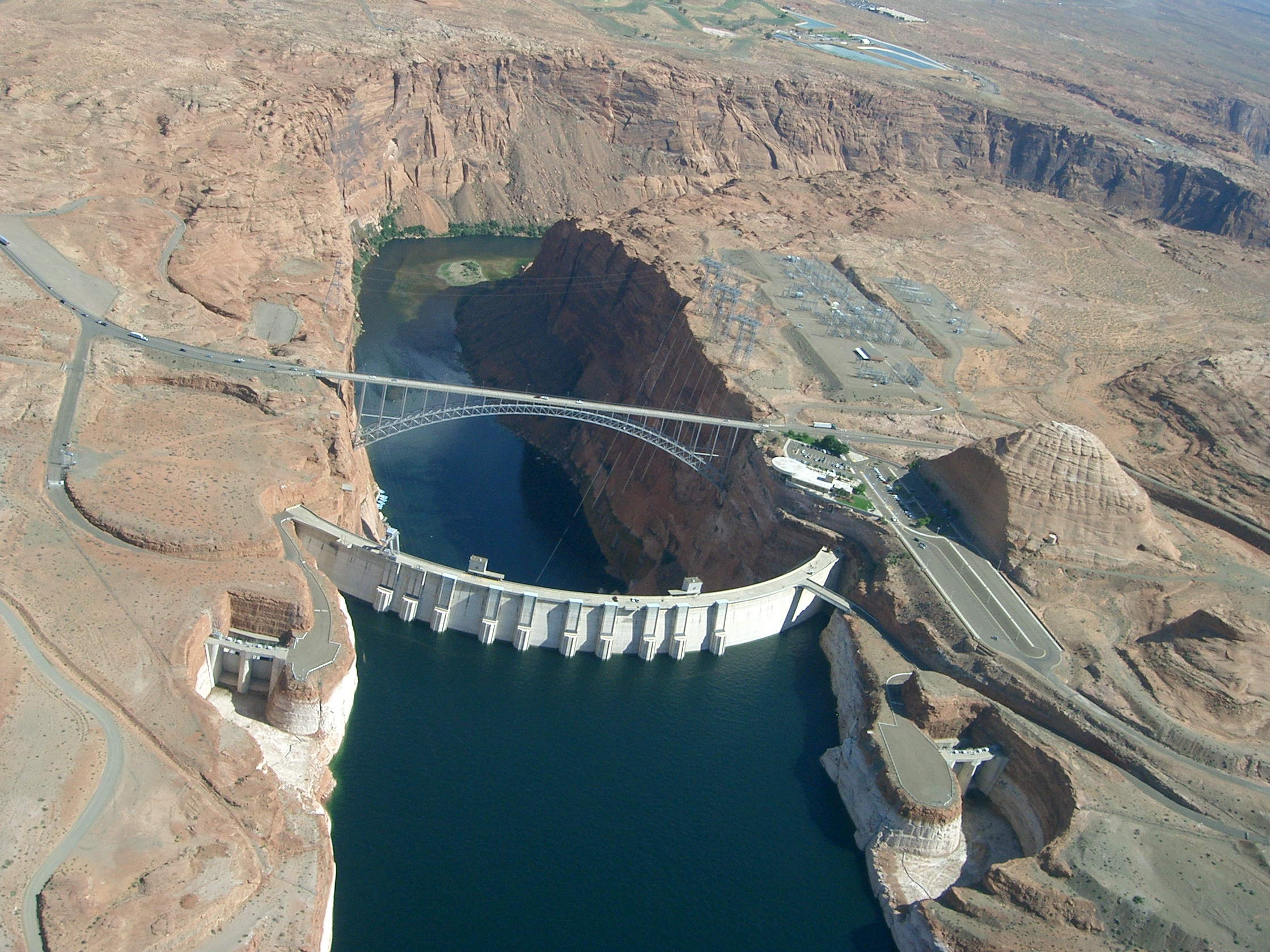
A tó gátja és a híd a levegőből

A tó környékének egy másik kedvelt látnivalója a Glen Canyon lópatkó-kanyarja (Glen Canyon Horseshoe Bend), ahol a 200 méter mélyen folyó Colorado folyó kanyonja egy óriási omega jelet faragott a vörös fennsíkból. A lópatkó mindössze 5 perc autóútra van a gáttól, és jó kontrasztot ad a vízzel feltöltött és a természetes kanyon között.
A gát melletti Page városból napi 5-6 túrát szerveznek a közeli Antilop-kanyonba, melynek sziklaformái a fotósok kedvencei. A kanyon alsó részét a Powell tó fedi, így motorcsónakkal akár a tó felől is megközelíthető.
Ugyancsak kedves turista látványosság maga a gát, illetve a 200 méter mély kanyon felett átívelő acél ívhíd.